# 弗洛朗丝·勒普龙

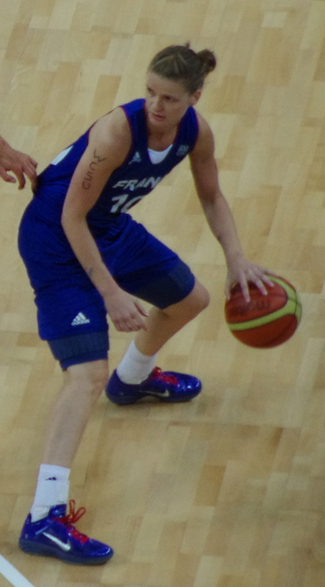
弗洛朗丝·勒普龙

弗洛朗丝·勒普龙（法語：Florence Lepron，1985年1月16日—），法国女子职业篮球运动员。她曾代表法国国家队参加2012年夏季奥林匹克运动会篮球比赛，获得一枚银牌。